# Taschen
Видавництво Taschen (Ташен) — видавництво книг про мистецтво, засноване 1980 року Бенедіктом Ташеном (нім. Benedikt Taschen) в Кельні, Німеччина.

## Опис

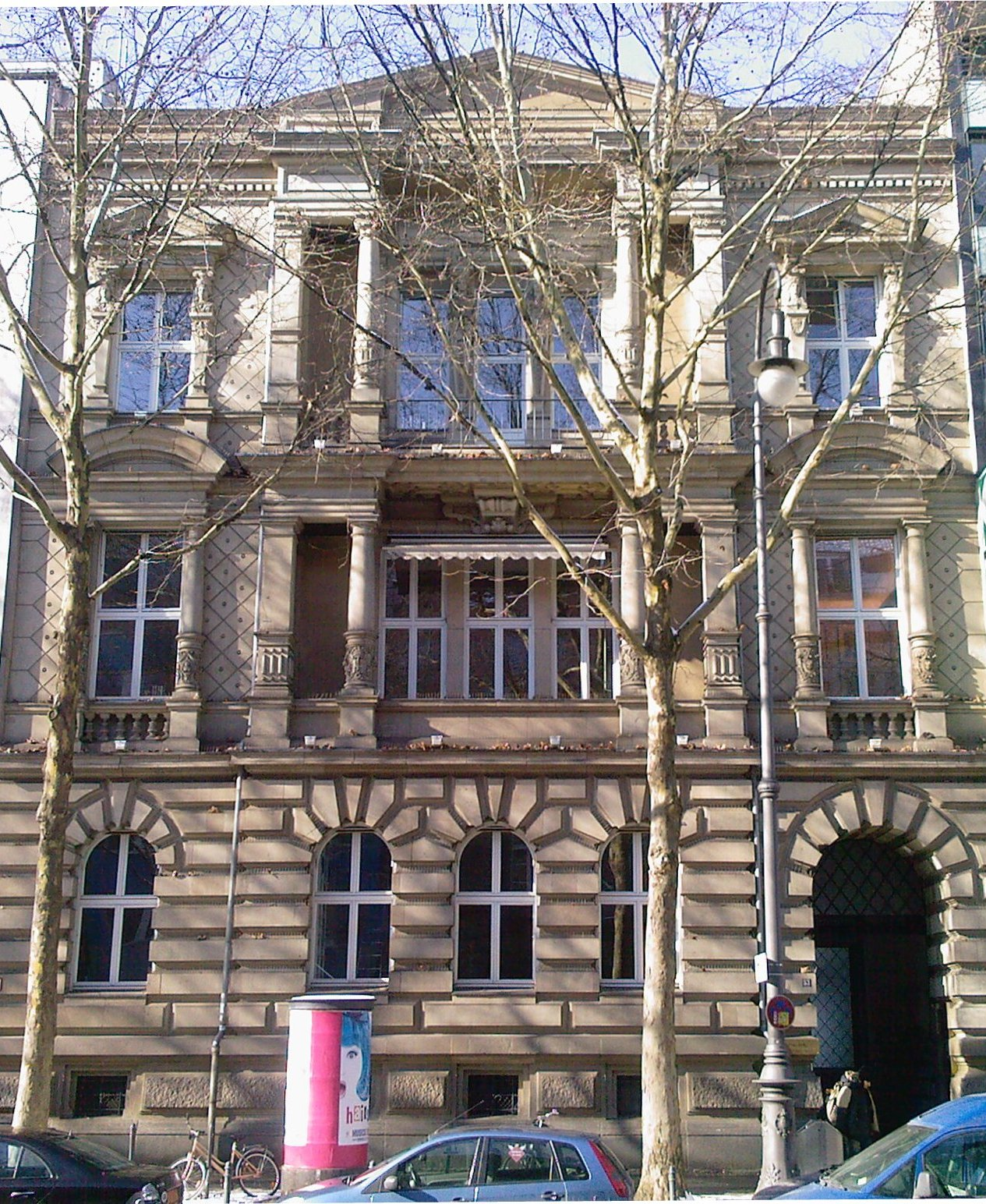
Головний офіс на Ґоленцоллернрінг 53, Кельн

Видавництво розпочалось як Taschen Comics, друкуючи багату колекцію коміксів, що належала Бенедікту. Через деякий час Taschen стало значущим гравцем у принесенні зазвичай менш-видимого мистецтва до звичайних книжкових магазинів, наприклад окремих тем фетишистської образності, мистецтва квірів, історичної еротики, порнографії та журналів для дорослих (включно з багатьма книгами разом з журналом «Playboy»). Taschen допоміг поширити це мистецтво серед більш широкої публіки, друкуючи ці потенційно суперечливі книги разом з книгами для більш широкої аудиторії — передруком коміксів, художньою фотографією, живописом, дизайном, модою, історією реклами, кінофільмами та архітектурою.
Сьогодні Taschen щорічно продає 20 млн книг та є світовим лідером серед видавництв книг про мистецтво. Taschen має дочірні підприємства у Німеччині, США, Великій Британії, Франції, Іспанії, Японії та Гонконгу.
Книги Taschen доступні у різних форматах;
- великі томи, що детально описують, наприклад, всі роботи Леонардо да Вінчі або Вінсента ван Гога;
- на диво мало друковані іншими видавництвами книги середнього розміру;
- серія ICONS («Ікони») — книги малого розміру в м'якій обкладинці, що видаються на будь-які теми від старих (давніх) реклам Лас-Вегас Стріп, Невада до оголених чоловіків.

Компанія також видає календарі, адресні книжки та листівки з зображенням популярних тем і людей.
Taschen видає також дві популярні серії:
- Basic Art (Основи мистецтва), що на цей час вже нараховує бл. 50 томів, кожен про окремого митця, від Джотто, Хієронімуса Босха і Мікеланджело до більш сучасних, як наприклад Норман Роквелл;
- Basic Architecture (Основи архітектури) видається в тому ж форматі, що і «Basic Art», та покриває найвідоміших в історії архітекторів, наприклад Андреа Палладіо, Отто Вагнер, Ле Корбюзьє, Френк Ллойд Райт, Сантьяго Калатрава та ін.

Місія компанії — публікувати інноваційні книги про мистецтво з чудовим дизайном, але по звичайних цінах. Наприклад, серія «Ікони» щороку поповнюється на декілька нових книг, роздрібна ціна на які бл. $10 є недорогою для друкованих колекцій мистецтва, і взагалі дорівнює ціні на звичайні книги в м'якій обкладинці.
Водночас Taschen надрукував одну з найдорожчих книг в історії видавничої справи, книгу «GOAT (Greatest of All Time)» на 700 сторінках, вартістю 10 000 євро (видання чемпіона) або 3 000 (видання колекціонера), вагою 34 кілограми, яка є вшануванням легендарного американського боксера Мухаммеда Алі, яку німецький журнал Шпіґель назвав «найбільшою, найважчою, найблискучішою річчю, яка коли-небудь була надрукована в історії цивілізації.» Кожен екземпляр цієї книги був підписаний самим боксером та Джеффом Кунсом.
Вони також надрукували книгу «Нобуйоші Аракі» обмеженим накладом та вартістю $4 000 і ретроспективу ню-робіт Гельмута Ньютона під назвою «Сумо» в форматі 50х70 см і вартістю 7 500 Євро. Кожен екземпляр останньої був пронумерований, з автографом самого Ньютона та продавався зі столиком для його виставляння та перегляду від дизайнера Філіпа Старка.

## Магазини
Флагманські магазини Taschen розташовані за адресами:
- Амстердам, (P.C. Hooftstraat 44)
- Берлін, (Schlüterstraße 39)
- Беверлі-Гіллз, (354 N. Beverly Drive)
- Брюссель, (Grote Zavelplein 18)
- Кельн, (Hohenzollernring 28)
- Копенгаген, (Østergade 2A)
- Даллас, (Перший бутик-книгарня та бібліотека Taschen) (1530 Main St.)
- Гамбург, (Bleichenbrücke 1-7)
- Лос-Анжелес, (6333 W. 3rd Street)
- Лондон, (12 Duke of York Square)
- Маямі, (1111 Lincoln Road)
- Нью Йорк, (107 Greene Street)
- Париж, (2 rue de Buci)

## Деякі видання
- Eric Kroll, «Best of Bizarre.» Taschen, 2001. ISBN 3-8228-5555-3.
- Eric Kroll, «Bizarre: The Complete Reprint of John Willie's Bizarre, Vols. 1-26.» Taschen, 1996. ISBN 3-8228-9269-6.
- Benedikt Taschen and Howard L. Bingham, «GOAT», Taschen 2004. ISBN 3-8228-1627-2.
- Helmut Newton, SUMO, Taschen 2000. ISBN 3-8228-6394-7.
- Гантер Томпсон, «The Curse of Lono», Taschen 2005. ISBN 3-8228-4897-2.
- Еллен фон Унверт, «The Story of Olga», Taschen 2012 ISBN 3-8365-3980-2.
- Tom of Finland: The Art of Pleasure. Mischa Ramakers, ed. London: Taschen, 1998, ISBN 3-8228-8598-3.
- Tom of Finland: The Comic Collection. Vol. 1–5. Dian Hanson, ed. London: Taschen, 2005.ISBN 3-8223-8349-7.